# Midgegooroo-Nationalpark
Der Midgegooroo-Nationalpark (englisch: Midgegooroo National Park) ist ein Nationalpark in Western Australia südöstlich der Stadt Perth. Bis ins Jahr 2008 wurde er Canning National Park genannt. Der Nationalpark liegt im Einzugsgebiet des Canning Reservoir, deshalb ist er für die Wasserversorgung der Millionenstadt Perth wichtig.
Der Park wurde im November 2004 gegründet.

## Name
Der Name des 24,92 km² großen Parks geht auf einen Aborigine zurück. Midgegooroo war ein bedeutender Elder der Noongar, ein Stammesführer. Er lebte in der Zeit der ersten europäischen Besiedlung im Raum von Perth. Er leistete Widerstand gegen die Besiedlung der Europäer, die ihn und seinen Stamm aus ihrem Lebens- und Kulturraum verdrängten. Midgegooroo wurde gefangen genommen und am 22. Mai 1833 hingerichtet. Sein Sohn war Yagan, der seinen Widerstand fortsetzte.

## Tourismus
Der Midgegooroo-Nationalpark ist ein beliebtes Ausflugsziel für die Bürger von Perth. Man kann auf Wegen wandern, den Park per Mountainbike erkundigen oder Wildtiere beobachten. Es gibt auch Gelegenheiten zum Picknick. Durch den Park führt ein Abschnitt des Radwegs Munda Biddi Trail.